# Antoine Olivesi
Pour les articles homonymes, voir Olivesi.
Antoine Charles Sébastien Olivesi, né à Bastia le 24 novembre 1924, et mort à Nans-les-Pins le 7 février 2009, est un historien français.

## Biographie
Antoine Olivesi est le fils d'Ange Toussaint Olivesi, officier de carrière puis commis du Trésor, militant SFIO, tendance de la gauche révolutionnaire. Antoine commence ses études à Bonifacio et les poursuit à partir de 1931 à l'école primaire des chartreux à Marseille où ses parents se sont installés. Il est ensuite élève au lycée Saint-Charles où, en classe de philosophie, il a comme professeur d'histoire Robert Jardillier.
Agrégé d'histoire en 1948, il est d'abord professeur au lycée d'Hyères de 1948 à 1950, puis au lycée Thiers à Marseille de 1950 à 1961. À partir de 1957 il est également chargé d'un enseignement de l'histoire romaine à la faculté d'Aix-en-Provence sous l'autorité de Jean-Rémy Palanque. Il est docteur ès-lettre en 1962.
Il est élu le 17 février 1977 à l'Académie de Marseille au fauteuil no 6.

## Publications
- Antoine Olivesi (préf. Georges Bourgin), La Commune de 1871 à Marseille et ses origines, Paris, Marcel Rivière, coll. « Bibliothèque d'histoire économique et sociale », 1950 (réimpr. 2001), 169 p..
- Édouard Baratier (dir.), Antoine Olivesi, Michel Vovelle, Pierre Guiral et al., Histoire de Marseille, Toulouse, Privat, coll. « Univers de France », 1973 (réimpr. 1990), 512 p. (ISBN 2-7089-4754-0).
- Paul Arrighi et Antoine Olivesi, Histoire de la Corse, Toulouse, Privat, coll. « Univers de la France », 1990, 456 p. (ISBN 2708916947).
- André Clérici et Antoine Olivesi, La République romaine, Presses Universitaires de France, coll. « Que sais-je ? », 1960 (présentation en ligne)
- Antoine Olivesi et André Nouschi, La France de 1848 à 1914, Collection Fac Nathan, Fernand Nathan 1970 (pas de n° ISBN)